# 페르쿠노스
페르쿠노스(원시 인도유럽어: Perkwunos)는 원시 인도유럽 신화의 천둥신으로, 인도유럽인계열 신화 천둥신들의 원형이다.